# LaMonte Wade Jr.
LaMonte Aaron Wade (Baltimore, Maryland, 1 de enero de 1994), más conocido como LaMonte Wade Jr., es un jugador profesional estadounidense de béisbol que se desempeña en la posición de primera base en San Francisco Giants, equipo de las Grandes Ligas de Béisbol (MLB).

## Carrera
Wade Jr. hizo su debut en la MLB con el equipo Minnesota Twins, en el cual jugó dos temporadas (2019-2020), después pasó a San Francisco Giants, donde lleva jugando cuatro temporadas.